# Liste der Kulturdenkmäler in Frankfurt-Bonames
In der Liste der Kulturdenkmäler in Frankfurt-Bonames sind alle Kulturdenkmäler im Sinne des Hessischen Denkmalschutzgesetzes in Frankfurt-Bonames, einem Stadtteil von Frankfurt am Main aufgelistet.
Grundlage ist die Denkmaltopographie aus dem Jahre 1994, die zuletzt 2000 durch einen Nachtragsband ergänzt wurde.

## Kulturdenkmäler in Frankfurt-Bonames
| Bild                              | Bezeichnung                                            | Lage                                                    | Beschreibung | Bauzeit         | Daten |
| --------------------------------- | ------------------------------------------------------ | ------------------------------------------------------- | --- | --------------- | ----- |
| Alt Bonames 1                     | Fachwerkhaus Alt Bonames 1                             | Alt Bonames 1 Lage                                      | Barockes Fachwerkhaus auf massivem Sockel unter Holzverschindelung mit Anbau des 20. Jahrhunderts | 18. Jahrhundert |       |
| weitere Bilder                    | Fachwerkhaus Alt Bonames 2                             | Alt Bonames 2 Lage                                      | Renaissance-Fachwerkhaus unter Verputz mit weit vorkragendem Obergeschoß und barockem Wirtschaftsgebäude des 18. Jahrhunderts neben Neubau | 1546            |       |
| Alt Bonames 4                     | Fachwerkhaus Alt Bonames 4                             | Alt Bonames 4 Lage                                      | Barockes Fachwerkhaus hinter moderner Verkleidung | 18. Jahrhundert |       |
| Alt Bonames 6                     | Metzler’sches Palais                                   | Alt Bonames 6 Lage                                      | Repräsentatives klassizistisches Landhaus nach Entwürfen von Rudolf Burnitz in einem von S. Rinz angelegten Park. Im Süden von der ehemaligen Stadtmauer und 1827 verändertem Turm der Ortsbefestigung begrenzt. Hervorgegangen aus dem Umbau eines barocken Gutshauses (um 1770) im Gebiet des mittelalterlichen Bonameser Saalhofes | 1827            |       |
| Alt Bonames 8                     | Wohnhaus Alt Bonames 8                                 | Alt Bonames 8 Lage                                      | Wohnhaus in Formen der Neurenaissance mit Hofanlage | 1912            |       |
| weitere Bilder                    | Scheune Alt Bonames 10                                 | Alt Bonames 10 Lage                                     | Geräumige Scheune in Ziegelmauerwerk | 19. Jahrhundert |       |
| weitere Bilder                    | Fachwerkhaus Alt Bonames 12                            | Alt Bonames 12 Lage                                     | Barockes Fachwerkhaus mit aufwändiger Zierfassade und rückwärtigem Wohnhaus des 19. Jahrhunderts im Stil der Neurenaissance | 17. Jahrhundert |       |
| Alt Bonames 14                    | Gasthaus „Zur Windmühle“                               | Alt Bonames 14 Lage                                     | Barockes Fachwerkhaus unter Verputz. Ehemaliger Dinghof und Poststation mit rückwärtigem Neubau | um 1700         |       |
| Am Burghof 2                      | Altes Rathaus                                          | Am Burghof 2 Lage                                       | Ehemaliges Verwaltungsgebäude in Formen der Neurenaissance mit aufwändigem Portal | 1900            |       |
| Stadtmauerreste                   | Stadtmauerreste                                        | Am Burghof 5 Lage                                       | Stadtmauerreste hinter Neubau |                 |       |
| Am Burghof 7                      | Fachwerkhaus Am Burghof 6                              | Am Burghof 6 Lage                                       | Barockes Fachwerkhaus unter Verputz als Hofreite mit Anbau des 19. Jahrhunderts und geräumiger Fachwerkscheune | 18. Jahrhundert |       |
| Fachwerkhaus Am Burghof 7         | Fachwerkhaus Am Burghof 7                              | Am Burghof 7 Lage                                       | Barockes Fachwerkhaus auf massivem Erdgeschoß vor einem Neubau | 18. Jahrhundert |       |
| Fachwerkhaus Am Burghof 10        | Fachwerkhaus Am Burghof 10                             | Am Burghof 10 Lage                                      | Barockes Fachwerkhaus unter Verputz mit massivem Erdgeschoß hinter einem Wirtschaftsgebäude des 19. Jahrhunderts in Ziegelbauweise | 18. Jahrhundert |       |
| Am Burghof 11                     | Fachwerkhaus Am Burghof 11                             | Am Burghof 11 Lage                                      | Barockes Fachwerkhaus unter Verputz mit rückwärtige gelegener ehemaliger Scheune | 18. Jahrhundert |       |
| Fachwerkhaus Am Burghof 12        | Fachwerkhaus Am Burghof 12                             | Am Burghof 12 Lage                                      | Barockes Fachwerkhaus unter Verputz mit großer Fachwerkscheune des 18. Jahrhunderts auf Feldsteinsockel und rückwärtigen Stadtmauerresten sowie Nebengebäuden des 19. Jahrhunderts |                 |       |
| Am Burghof 13                     | Gasthaus „Zur Zwiebel“                                 | Am Burghof 13 Lage                                      | Wohn- und Gasthaus im Stil der Neurenaissance mit Erweiterungen des 20. Jahrhunderts. | um 1880         |       |
| Am Burghof 14                     | Wohnhaus Am Burghof 14                                 | Am Burghof 14 Lage                                      | Wohnhaus im Stil der Neurenaissance mit rückwärtiger kleiner Scheune | 19. Jahrhundert |       |
| weitere Bilder                    | Fachwerkhaus Am Burghof 15                             | Am Burghof 15 Lage                                      | Barockes Fachwerkhaus unter Verputz | 18. Jahrhundert |       |
| Wohnhaus Am Burghof 16            | Wohnhaus Am Burghof 16                                 | Am Burghof 16 Lage                                      | Wohnhaus im Stil der Neurenaissance neben Stadtmauer und Turmresten | 1911            |       |
| Am Burghof 17a                    | Wohnhaus Am Burghof 17a                                | Am Burghof 17a Lage                                     | Wohnhaus im Stil der Neurenaissance auf dem Gebiet der ehemaligen Bonameser Burg | 1911            |       |
| Am Burghof 23                     | Wohnhaus Am Burghof 23                                 | Am Burghof 23 Lage                                      | Im Kern Wohnhaus des 19. Jahrhunderts mit Veränderungen | 19. Jahrhundert |       |
| Fachwerkhaus Am Burghof 25        | Fachwerkhaus Am Burghof 25                             | Am Burghof 25 Lage                                      | Barockes Fachwerkhaus unter Verputz, ehemalige Hofreite | 18. Jahrhundert |       |
| weitere Bilder                    | Wohnhaus Am Burghof 25a                                | Am Burghof 25a Lage                                     | Backsteinwohnhaus der Neurenaissance | um 1895         |       |
| Am Burghof 27                     | Wohnhaus Am Burghof 27                                 | Am Burghof 27 Lage                                      | Wohnhaus im Stil der Neurenaissance | 19. Jahrhundert |       |
| Reste der Ortsbefestigung         | Reste der Ortsbefestigung                              | Am Burghof 29 Lage                                      | Reste der spätgotischen Ortsbefestigung, die ab 1413 zur Sicherung des Reichsdorfs auf polygonalem Grundriss mit ehemalig zwei Torbauten und 11 Türmen angelegt wurde. | 1413            |       |
| Katholische St. Bonifatiuskapelle | Katholische St. Bonifatiuskapelle                      | Bonameser Hainstraße 25 (= Oberer Kalbacher Weg 7) Lage | Moderner Kirchenbau nach Entwürfen von Martin Weber auf oktogonalem Grundriss | 1932            |       |
| Bonameser Hintergasse 1           | Fachwerkhaus Bonameser Hintergasse 1                   | Bonameser Hintergasse 1 Lage                            | Im Kern barockes Fachwerkhaus unter Verputz neben Neubauten | 18. Jahrhundert |       |
| Bonameser Hintergasse 2           | Fachwerkhaus Bonameser Hintergasse 2                   | Bonameser Hintergasse 2 Lage                            | Barockes Fachwerkhaus hinter Verputz unter hohem Satteldach | 18. Jahrhundert |       |
| Bonameser Hintergasse 4           | Fachwerkhaus Bonameser Hintergasse 4                   | Bonameser Hintergasse 4 Lage                            | Barockes Fachwerkhaus unter Verputz mit Stadtmauerresten | 18. Jahrhundert |       |
| Bonameser Hintergasse 5           | Fachwerkhaus Bonameser Hintergasse 5                   | Bonameser Hintergasse 5 Lage                            | Barockes Fachwerkhaus mit stattlicher Scheune | 18. Jahrhundert |       |
| Stadtmauer                        | Neubauten mit Stadtmauerresten Bonameser Hintergasse 6 | Bonameser Hintergasse 6 Lage                            | Neubauten mit rückwärtigen Stadtmauerresten |                 |       |
| Bonameser Hintergasse 8           | Fachwerkhaus Bonameser Hintergasse 8                   | Bonameser Hintergasse 8 Lage                            | Barockes Fachwerkhaus unter Verputz mit rückwärtigen Stadtmauerresten | 18. Jahrhundert |       |
| Bonameser Mittelgasse 2           | Fachwerkhaus Bonameser Mittelgasse 2                   | Bonameser Mittelgasse 2 Lage                            | Im Kern barockes Fachwerkhaus, ehemalige Hofreite mit Veränderungen des 19. Jahrhunderts | 18. Jahrhundert |       |
| Bonameser Mittelgasse 3           | Wohnhaus Bonameser Mittelgasse 3                       | Bonameser Mittelgasse 3 Lage                            | Wohnhaus in Formen der Neurenaissance | 19. Jahrhundert |       |
| weitere Bilder                    | Fachwerkhaus Bonameser Mittelgasse 5                   | Bonameser Mittelgasse 5 Lage                            | Barockes Fachwerkhaus mit Backsteinscheune im Hof | 18. Jahrhundert |       |
| Niddabrücke Homburger Landstraße  | Niddabrücke                                            | Homburger Landstraße Lage                               | Steinbrücke von 1482 mit Erneuerungen von 1892. Seit der Niddaregulierung von 1961 funktionslos | 1482            |       |
| Homburger Landstraße 610          | Wohnhaus Homburger Landstraße 610                      | Homburger Landstraße 610 Lage                           | Wohnhaus in Formen der Neurenaissance | 19. Jahrhundert |       |
| weitere Bilder                    | Fachwerkhaus Homburger Landstraße 612                  | Homburger Landstraße 612 Lage                           | Im Kern barockes Fachwerkhaus hinter Verputz mit Veränderungen des 20. Jahrhunderts in wichtiger Eckposition | 18. Jahrhundert |       |
| Homburger Landstraße 616          | Fachwerkhaus Homburger Landstraße 616                  | Homburger Landstraße 616 Lage                           | Im Kern barockes Fachwerkhaus unter Verputz mit Anbau des 20. Jahrhunderts | 18. Jahrhundert |       |
| Homburger Landstraße 618          | Wohnhaus Homburger Landstraße 618                      | Homburger Landstraße 618 Lage                           | Wohnhaus im Stil der Neurenaissance | 1911            |       |
| Homburger Landstraße 620          | Fachwerkhaus Homburger Landstraße 620                  | Homburger Landstraße 620 Lage                           | Barockes Fachwerkhaus neben Neubauten | 18. Jahrhundert |       |
| weitere Bilder                    | Evangelische Pfarrkirche                               | Homburger Landstraße 624 Lage                           | Barocke Saalkirche von 1476–78 in zentraler Lage mit Umbau ab 1642 als Ersatz einer außerhalb der Stadtmauer bereits im 13. Jahrhundert nachweisbaren Anlage. Außen verschiedene Grabplatten im Inneren barocke Ausstattung | 1476–78         |       |
| Homburger Landstraße 625          | Fachwerkhaus Homburger Landstraße 625                  | Homburger Landstraße 625 Lage                           | Im Kern barockes Fachwerkhaus mit vermauerten Turmresten der ehemaligen Ortsbefestigung | 18. Jahrhundert |       |
| Homburger Landstraße 626          | Alte Schule                                            | Homburger Landstraße 626 Lage                           | Backsteingebäude in Anlehnung an Formen des Klassizismus und der Neurenaissance. Eingangsfront mit Axialrisalit | 1880            |       |
| Homburger Landstraße 626          | Fachwerkhaus Homburger Landstraße 630                  | Homburger Landstraße 630 Lage                           | Barockes Fachwerkhaus unter Verputz mit Anbau und Tordurchfahrt | 18. Jahrhundert |       |
| weitere Bilder                    | Fachwerkhaus Homburger Landstraße 631                  | Homburger Landstraße 631 Lage                           | Barockes Fachwerkhaus unter Verputz mit weit vorkragendem Obergeschoß. Seitlich Fachwerkanbau von 1780 | um 1700         |       |
| Homburger Landstraße 634          | Wohnhaus Homburger Landstraße 634                      | Homburger Landstraße 634 Lage                           | Neoklassizistisches Wohnhaus mit flankierenden Neubauten | 1911            |       |
| Homburger Landstraße 637          | Fachwerkhaus Homburger Landstraße 637                  | Homburger Landstraße 637 Lage                           | Barockes Fachwerkhaus unter Verputz. Toranlage mit Sandsteinpfosten um 1800, schmiedeeiserne Torflügel und Werkstattgebäude des 19. Jahrhunderts | 18. Jahrhundert |       |
| Homburger Landstraße 639          | Fachwerkhaus Homburger Landstraße 639                  | Homburger Landstraße 639 Lage                           | Repräsentatives Fachwerkhaus | 1696            |       |
| weitere Bilder                    | Gasthaus „Goldene Gerste“                              | Homburger Landstraße 641 Lage                           | Repräsentative barockes Wohnhaus, ehemaliges Holtzmannsches Haus, nach Entwürfen von J. Horres mit Gasthof und Wirtschaftsgebäuden an einem Hof. 1722 und 1747 erweitert, seit 1761 im Besitz der Familie Momberger (Wappen und Inschriften)                                                                                          | 1615            |       |
| Homburger Landstraße 646          | Landhaus Homburger Landstraße 646                      | Homburger Landstraße 646 Lage                           | Klassizistisches Landhaus | 1834            |       |
| Homburger Landstraße 653          | Wohnhaus Homburger Landstraße 653                      | Homburger Landstraße 653 Lage                           | Wohnhaus in Formen der Neurenaissance mit Backsteinmauerwerk | 1895            |       |
| Homburger Landstraße 657          | Fachwerkhaus Homburger Landstraße 655–657              | Homburger Landstraße 655–657 Lage                       | Repräsentatives barockes Fachwerkhaus hinter moderner Verkleidung mit Sandsteintorpfosten und Wirtschaftsgebäuden des 19. Jahrhunderts in Ziegelmauerwerk | 18. Jahrhundert |       |
| Holtzmannsche Ruhestätte          | Grabsteine und Obelisk                                 | Kirchhofsweg Lage                                       | Klassizistisches Grabmalpaar der Familie Wiemer um 1875 an der Nordmauer und Obelisk von 1797 („Holtzmannsche Ruhestätte“) im Louis-Seize-Stil inmitten des 1867 angelegten Bonameser Friedhofs |                 |       |
| Zehntscheune                      | Zehntscheune                                           | Pfarrgäßchen Lage                                       | Barocke Feldsteinscheune an der spätgotischen Ortsbefestigung | 16. Jahrhundert |       |
| Ehemaliges Pfarrhaus              | Ehemaliges Pfarrhaus                                   | Pfarrgäßchen 2-4 Lage                                   | Barockes Fachwerkhaus auf älteren Grundmauern mit Anbauten des 19. Und 20. Jahrhunderts | 1705            |       |
| Stadtmauerreste Pfarrgäßchen 3-15 | Stadtmauerreste Pfarrgäßchen 3-15                      | Pfarrgäßchen 3-15 Lage                                  | Stadtmauerreste hinter Neubauten |                 |       |
| Evangelische Bethanienkirche      | Evangelische Bethanienkirche                           | Wickenweg 88d Lage                                      | Kirche nach Entwurf von Otto Bartning mit Innenausstattung in Holz. Eine von mehreren sogenannten Notkirchen auf immer gleichem Grundriss | 1948            |       |